# Bibliothèques au Burundi

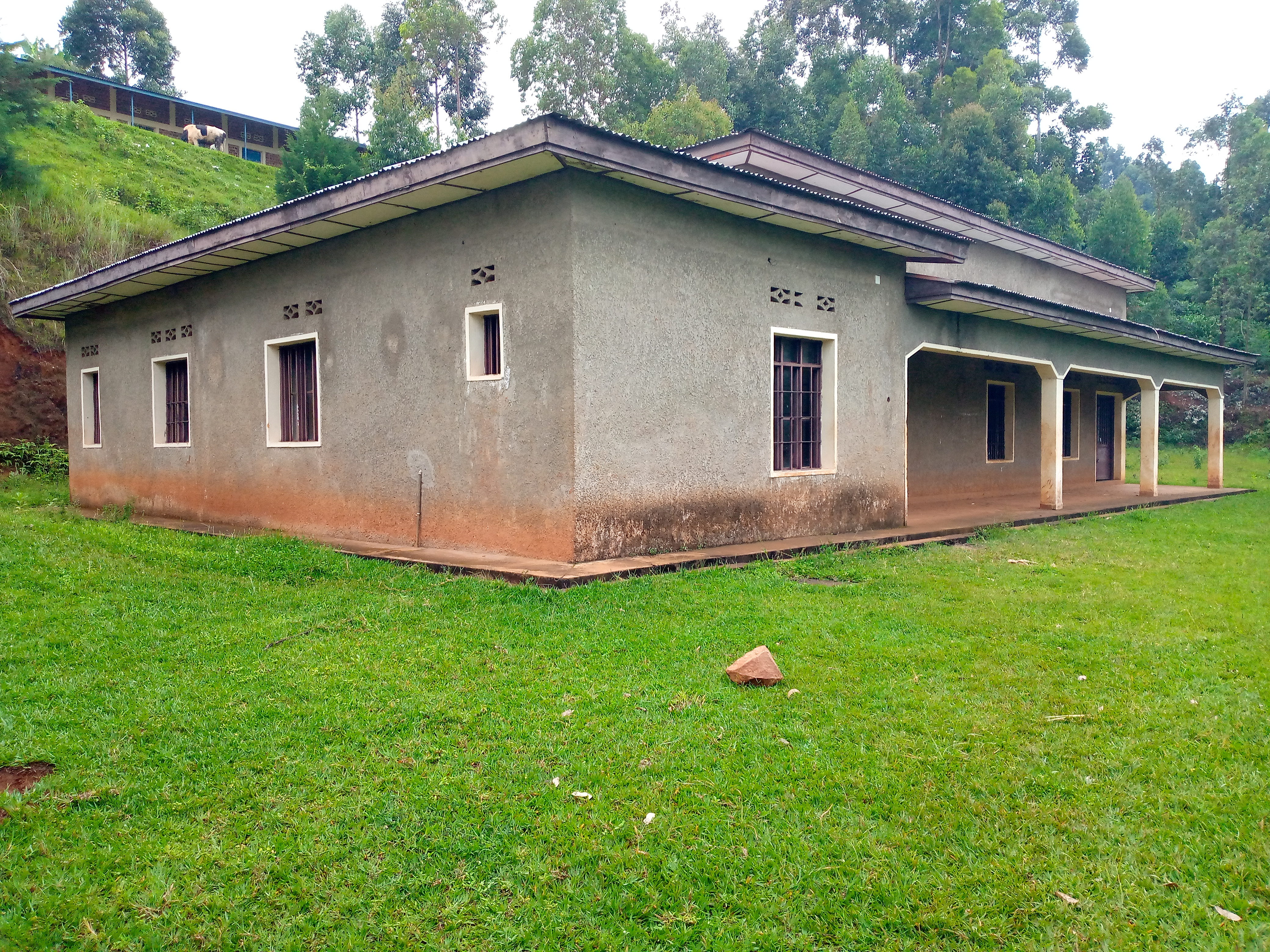
Bibliothèque du Lycée Saint Jean Baptiste de Murago à Burambi.

Au Burundi, diverses bibliothèques sont présentes. La bibliothèque nationale et les archives sont établies à Bujumbura. Fondée en 1981 et officiellement inaugurée en 1985, la bibliothèque de l'Université du Burundi détient environ 150 000 ouvrages au début des années 1990.

## Bibliothèque nationale
La bibliothèque nationale du Burundi (fi), établie à Bujumbura, est la plus grande bibliothèque nationale du pays. Son établissement remonte à 1989, initiée par le département de la culture relevant du Ministère de la Jeunesse, des Sports et de la Culture, conformément à l'arrêté ministériel n° 670/1358. Marie Bernadette Nthorwamiye occupe le poste de bibliothécaire nationale. La bibliothèque abrite à la fois une bibliothèque et des archives nationales, bien qu'au début des années 1990, la collection n'ait pas encore bénéficié d'une organisation professionnelle en raison d'un manque de ressources financières. La bibliothèque possède des catalogues de livres et de cartes, ainsi qu'une salle de lecture. D'après les Nations unies, en 2014, le taux d'alphabétisation des adultes au Burundi était estimé à environ 61 %,,.

## Collections de l'Université
Fondée en 1981 et officiellement inaugurée en 1985, la bibliothèque de l'université du Burundi abrite environ 150 000 volumes au début des années 1990. À cette époque, l'institut supérieur militaire en détenait 4 600. Chaque année académique, les bibliothèques universitaires offrent des visites de formations aux étudiants. Le département bibliothéconomie de l'université du Burundi dispense une formation de deux ans destinée aux futurs bibliothécaires. Par ailleurs, l'Institut d'agriculture de Gitega abrite également une collection,.

## Collections gouvernementales
Les collections gouvernementales englobent le Centre national de documentation statistique relevant du Ministère de la Planification, la bibliothèque des services agronomiques du Ministère de l'Agriculture, la bibliothèque du département de la recherche scientifique du Ministère de l'Éducation, et le centre de formation continue du Ministère de l'Administration publique.